# 胡秋金
胡秋金（1926年—1989年），男，台湾桃园人，中国日本语语言学家，曾任西安公路学院教授，第五、六届全国政协委员。